# Русско-шведские войны
Русско-шведские войны — военные конфликты между Россией и Швецией.

## Таблица войн
| Годы      | Название                              | Противник 1 | Противник 2 | Итог |
| 1142—1164 | Первый шведский крестовый поход       | Новгородская республика | Швеция | победа Новгородской республики                                                                                                |
| 1187      | Поход на столицу Сигтуну              | Новгородская республика | Швеция | победа Новгородской республики                                                                                                |
| 1240—1250 | Второй шведский крестовый поход       | Новгородская республика | Швеция | победа Новгородской республики                                                                                                |
| 1293—1295 | Третий шведский крестовый поход       | Новгородская республика | Швеция | Неопределённый |
| 1311—1323 | Шведско-новгородская война            | Новгородская республика | Швеция | Неопределённый |
| 1348—1349 | Четвёртый шведский крестовый поход    | Новгородская республика | Швеция | победа Новгородской республики                                                                                                |
| 1495—1497 | Русско-шведская война                 | Русское царство | Швеция | Неопределённый |
| 1554—1557 | Русско-шведская война                 | Русское царство | Швеция | Победа Русского царства |
| 1558—1583 | Ливонская война                       | Русское царство - Касимовское царство - Ливонское королевство (1570—1578) - Королевство Швеция (1561—1568) - Датско-норвежская уния (1562—1570) | 1558—1561 - Ливонская конфедерация - Ливонский орден 1561—1582 - Великое княжество Литовское (до 1569) - Королевство Польское (до 1569) - Речь Посполитая (с 1569) - Герцогство Курляндия и Семигалия 1570—1583 - Королевство Швеция 1575—1578 - Датско-норвежская уния | Победа Речи Посполитой и Швеции: - Ям-Запольский мир; - Плюсское перемирие                                                    |
| 1590—1595 | Русско-шведская война                 | Русское царство | Королевство Швеция | Победа России - Тявзинский мир                                                                                                |
| 1610—1617 | Шведская интервенция начала XVII века | Русское царство | Королевство Швеция | Победа Швеции |
| 1656—1658 | Русско-шведская война                 | Русское царство | Королевство Швеция | Неопределённый |
| 1700—1721 | Великая Северная война                | Русское царство - Войско Запорожское (1700—1708, 1708—1713, 1713—1721) - Калмыцкое ханство - Датско-норвежская уния (1700, 1709—1720) - Курфюршество Саксония (1700—1706, 1709—1720) - Речь Посполитая (1700—1704, 1704—1709, 1709—1720) - Герцогство Курляндия и Семигалия (1700—1701) - Молдавское княжество (1711) - Княжество-епископство Черногория (1711—1712) - Королевство Пруссия (1715—1720) - Курфюршество Ганновер (1715—1719) | Королевство Швеция - Герцогство Гольштейн-Готторп (1700—1714) - Королевство Англия (1700) - Королевство Шотландия (1700) - Королевство Ирландия (1700, 1719—1721) - Республика Соединённых провинций (1700) - Речь Посполитая (1702—1709) - Войско Запорожское (1708—1713) - Войско Запорожское Низовое (1709—1713) - Османская империя (1710—1713) - Крымское ханство - Буджакская орда - Малые Ногаи - Некрасовцы - Королевство Великобритания (1719—1721) - Курфюршество Ганновер (1719—1721) | Победа антишведской коалиции: - Стокгольмские мирные договоры - Фредериксборгский мирный договор - Ништадтский мирный договор |
| 1741—1743 | Русско-шведская война                 | Российская империя - Калмыцкое ханство | Королевство Швеция | Победа России - Абоский мир                                                                                                   |
| 1788—1790 | Русско-шведская война                 | Российская империя - Датско-норвежская уния (1788—1789) | Королевство Швеция При поддержке: - Британская империя - Республика Соединённых провинций - Королевство Пруссия - Османская империя | Верельский мирный договор |
| 1808—1809 | Русско-шведская война                 | Российская империя - Великое княжество Финляндское - Французская империя - Датско-норвежская уния | Королевство Швеция - Великое герцогство Финляндское - Британская империя | Победа России - Фридрихсгамский мирный договор                                                                                |

## Хронология
- 1142—1164 — неоднократные попытки шведов захватить Ладогу отбиты новгородскими войсками (полулегендарный Первый шведский крестовый поход).
- 1187 — шведская столица Сигтуна захвачена и разрушена карело-новгородскими войсками.
- Второй шведский крестовый поход:

15 июля 1240 — Невская битва, разгром шведских войск Александром Невским.
1246—1250 — военные походы шведских войск под предводительством Ярла Биргера II.

- Третий шведский крестовый поход: 1293—1295 — военные походы шведских войск на Карельский перешеек и в Карелию. Захват шведами части Карельского перешейка, основание крепости Выборг, захват крепости Корела (освобождена в 1322). Основание крепости Ландскрона на Неве (разрушена новгородскими войсками в 1301).
- 1311—1323 — серия взаимных военных походов русских и шведских войск. Граница закреплена Ореховским мирным договором (12 августа 1323).
- 1348—1349 — 4-й крестовый поход под предводительством короля Магнуса VII. В августе 1348 захвачена крепость Орешек (отбита в феврале 1349). Летом 1351 ответный поход Новгорода, осада Выборга. Подтверждение Ореховского мирного договора.
- 1375—1396 — незначительные приграничные вооружённые конфликты, утрата Новгородом провинции Эстерботния[источник не указан 3540 дней].
- 1397 — Швеция вступает в Кальмарскую унию. С 1397 по 1495 между Швецией и Новгородом не происходит ни одного продолжительного военного конфликта. Однако, продолжаются незначительные рейды с обеих сторон: в 1410-х годах ещё шёл прямой водный путь через Перешеек к Кякисальми, или Кореле, которая была для Новгорода важнейшим опорным пунктом на севере Ладожского озера. На этом пути находился торговый центр и крепость Тиуру (Тиверск), который был форпостом Кякисальми. В 1411 г. шведы овладели им, а Новгород в отместку разорил предместья Выборга, но тогда этим дело и ограничилось. В 1468 в Выборге был заключён договор о продлении Ореховского мира[источник не указан 3540 дней].
- 1479—1482 — Новгородская земля насильно присоединена к Московскому княжеству, в связи со сменой власти положение на границе на некоторое время дестабилизировано, в течение трёх лет происходят многочисленные приграничные конфликты и «карательные экспедиции» по обе стороны границы. В 1483 в связи со вступлением на престол короля Дании (и Швеции) Ханса I заключено очередное русско-шведское перемирие (продлено в 1487 ещё на 5 лет).
- 1493 — в связи с обострением датско-шведских отношений в Нарве был заключён русско-датский договор против Швеции. Договор предусматривал возврат всех утраченных после 1323 новгородских земель, но практически он не был осуществлён.
- 1495—1497 — русско-шведская война за Западную Карелию. В марте 1497 в Новгороде заключено перемирие.
- 25 марта 1510 — в Новгороде заключён договор о продлении Ореховского мира ещё на 60 лет.
- 1554—1557 — первая русско-шведская война XVI века. Весной 1557 заключён договор о восстановлении мира на 40 лет.
- 1570—1583 — русско-шведская война за ливонское наследство.
- 1590—1595 — русско-шведская война. В мае 1595 заключён Тявзинский мирный договор.

- 1610—1613 — поход Якоба Делагарди, оккупация Карельской земли, Ижорской земли, Новгорода.
- 1614—1617 — русско-шведская трёхлетняя война. Завершена подписанием 27 февраля 1617 Столбовского мирного договора.
- 1656—1658 — русско-шведская война 1656—1658.
- 1700—1721 — Северная война. Завершена подписанием 30 августа (10 сентября) 1721 Ништадтского мирного договора.
- 1741—1743 — русско-шведская война 1741—1743.
- 1788—1790 — русско-шведская война 1788—1790.
- 1808—1809 — русско-шведская война 1808—1809.

## Начало войн между Швецией и Русью

### Войны с Новгородом
Начало войн между Швецией и Киевской Русью восходит к середине XIII века. В то время было спорным прибережье Финского залива, которым стремились завладеть как новгородцы, так и шведы.
В 1187 год во время гражданской войны в Швеции сильнейший удар шведам был нанесён в ходе похода на шведскую столицу Сигтуну с преимущественно славянским православным населением. Флотилия кораблей с карельскими воинами скрытно прошла по шведским шхерам к Сигтуне. Столица шведов была взята штурмом, был убит католический епископ Упсалы. После освобождения русское население Сигтуны было шведами репрессировано за непротивление карелам — подданным и союзникам Новгородской республики, разрушен православный храм. Участие новгородцев в походе возможно, хотя источниками прямо не подтверждается. Хотя ослабление Швеции было выгодно Новгороду, но пострадало православное славянское население Сигтуны.
В 1240 году шведский ярл Биргер, побуждаемый папой, предпринял крестовый поход против Киевской Руси и на судах вошёл в Неву. Новгородский князь Александр Ярославич, с небольшой дружиной, напал на него врасплох и нанёс ему поражение, за что и получил прозвание Невского.
В 1283 году шведы вошли Невой в Ладожское озеро, перебили новгородцев — обонежских купцов, и повторяли эти нападения и в следующие годы; но попытки их укрепиться на берегах Невы не были успешны.
В 1293 году шведы основали Выборг и успешно отбились от последовавшего зимой похода новгородцев. В 1295 году шведами была захвачена Корела, но на этот раз новгородцы сумели вернуть город.
В 1300 году произошёл один из самых крупных походов на Киевскую Русь. Шведы попытались отрезать Новгород от моря, построив на Неве в устье Охты мощную крепость Ландскрону. Осенью основные силы шведов ушли, оставив в крепости гарнизон. В мае 1301 года русское войско во главе с великим князем Андреем Александровичем разрушило Ландскрону.
В 1311 году новгородцы совершили поход на Финляндию (Емь), в ответ шведы в 1313 году сожгли Ладогу. В 1314 году корела восстала против новгородцев и призвала шведов, но в том же году была усмирена, а шведы перебиты. В 1318 году новгородцы взяли Або и в 1322 году поставили у истока Невы из Ладожского озера укреплённый город Орешек. Несколько раз были заключаемы между враждующими сторонами мирные договоры, но соблюдались они недолго.
В 20-е гг. XIV в. князь Юрий Данилович рядом походов расчищает северные границы, ставит город на Неве на Ореховом острове и заключает выгодный мир со шведским королём Магнусом.
В 1348 году шведский король Магнус Эрикссон нарушив договор, предпринял крупный поход против русских; он взял Орешек и насильственно обращал жителей в католичество, но соединённые силы новгородцев и москвичей отбили натиск шведов и опустошили окрестности Выборга, отбив у Магнуса желание дальше воевать с русскими.
В 1392 и 1411 годах опять происходили военные действия. Боролись новгородцы со шведами и в Заволочье, на берегах Белого моря (например, в 1445 году).

### Войны с Русским царством
Войны со шведами продолжались и после присоединения Новгорода к Москве.
В 1496 году Россия организовала первую морскую экспедицию против Швеции. Русская «судовая рать» обогнула Белое и Баренцево моря и успешно атаковала владения Швеции на севере Скандинавского полуострова, дойдя до побережья Балтики и захватив три шведских корабля. В 1496 году Иван III заключил союз с датским королём Иоанном против шведских правителей Стуров и отправил трёх воевод осаждать Выборг; русские опустошили страну, но не могли взять город. В следующем году новое русское войско вторглось в Финляндию, опустошило её до Тавастгуса и одержало блестящую победу над шведами, а другое войско отправилось морем в Каднию и привело в русское подданство жителей берегов Лименги. В том же году Свант Стур явился в устье реки Наровы и взял новопостроенный Ивангород, где было истреблено всё его население; шведы, впрочем, скоро покинули своё завоевание, и война окончилась после того, как датский король получил шведский престол.
При Василии III был заключён со Швецией, в 1508 году, мирный договор на 60 лет, подтверждённый в 1513 и 1524 годах.
В 1554 году, при Иване Грозном, началась война со Швецией из-за пограничных споров, а также из-за недовольства шведского короля Густава Вазы, что отношения Швеции с Русским царством происходили не непосредственно с Москвой, а через новгородских наместников, что король считал для себя унизительным. Шведы безуспешно осаждали Орешек, а русские — Выборг. Не получив обещанной ему польской и ливонской помощи, Густав просил мира; в мирном договоре было постановлено о взаимной свободной торговле между обоими государствами и о свободном проезде через них в другие земли. Дальнейшие войны Иоанна со шведами происходили из-за обладания Ливонией, на которую предъявляли притязания поляки, шведы и русские.
В 1579 году шведы вторглись в корельские и ижорские земли, сильно их разорили, при взятии Корелы (Кексгольма), в ноябре 1580 года, истребили всех его русских жителей, 2 тысячи человек; в Ливонии шведы заняли Гапсаль, Нарву, где было уничтожено всё русское население, 7 тысяч человек, Вейсенштейн. Хотя князь Хворостинин наголову разбил шведов в Вотской пятине и шведы с уроном были отбиты от Орешка, однако, заключённый в 1583 году мир был невыгоден для русских: Ивангород, Ям и Копорье отошли к Швеции.
При Феодоре Иоанновиче, в 1590 году, опять началась война со шведами более удачная, чем предыдущая: русские взяли несколько городов в Карелии и произвели набег в Финляндию. Мир был заключён в 1595 году.
В смутное время шведы, под начальством Делагарди, заняли Ладогу; новгородцы призвали на престол шведского принца и сдали Новгород шведам. Ко времени воцарения Михаила Феодоровича в руках шведов находилась Ингерманландия и часть новгородских земель.
В 1613 году шведы осадили Тихвин, но были отбиты; попытка русских войск вернуть Новгород была неудачна. Дальнейшая война со шведами свелась к обороне границ: наши войска избегали встречи в поле с армией Густава-Адольфа. В 1614 году шведы взяли Гдов, в 1615 году осадили Псков, защищаемый воеводами Морозовым и Бутурлиным; осада города была неудачна для шведов и умерила их притязания. В 1617 году был заключён Столбовский мир, по которому Россия всё же должна была уступить Швеции Ингерманландию и Карельский перешеек.
Война со Швецией при Алексее Михайловиче возникла вследствие успехов русского оружия в Литве: шведский король Карл X, избранный частью населения на польский престол (вместо Яна-Казимира), предъявил притязания и на литовские земли, находившиеся в руках Алексея Михайловича. В 1656 году отряд русских войск, под начальством Потёмкина, осадил Нотебург, потерпел неудачу, но занял Ниеншанц. Войско под началом Алексея Трубецкого взяло Дерпт. Отряд воеводы Пушкина вошёл в Карелию, нанёс поражение местным силам шведов и осадил Кексгольм. Главные силы, под предводительством царя, выступили вниз по Двине, штурмом были взяты крепости Динабург и Кокенгаузен, 21 августа армия подошла к Риге. Ввиду отсутствия блокады с моря гарнизон получил большую помощь, что позволило 2 октября в ходе вылазки нанести большие потери осаждающим. Были разбиты четыре полка, потеряно 17 знамён. 5 октября осада была снята. В феврале Боярская дума приняла решение искать мира со Швецией. В 1657 году шведы попытались осадить Псков, но были отбиты. В июне шведской армией была одержана победа под Валком, но уже в сентябре шведское войско, осадившее Гдов было наголову разбито князем Хованским. В 1658 году князь Хованский взял Ямбург и подступил к Нарве, но шведы вскоре отняли у русских Ямбург и Ниеншанц; затем было заключено перемирие, по которому Россия удержала за собой Кокенгаузен, Мариенбург, Дерпт и Вячшнарву (близ Нарвы). В 1661 году был подписан Кардисский мирный договор, по которому Россия возвращала Швеции отнятые территории.

## Русско-шведская война при Петре Великом
Северная война была крупнейшей в череде русско-шведских войн. Она длилась с 1700 по 1721 год между Шведской империей и коалицией североевропейских государств за обладание прибалтийскими землями и закончилась поражением Швеции.
С окончанием войны в Европе возникла новая, с сильным флотом и армией, империя — Российская со столицей Санкт-Петербургом на побережье Балтийского моря.
Первоначально войну Швеции объявил Северный союз, созданный по инициативе курфюрста Саксонии и короля польского Августа II. В Северный союз вошли также Датско-норвежская уния, возглавляемое королём Кристианом V, и Россия, возглавляемая Петром I.
В 1700 году после ряда быстрых шведских побед Северный союз распался, Дания вышла из войны в 1700 году, а Саксония — в 1706. После этого до 1709 года, когда Северный союз был восстановлен, Российское государство воевало со шведами в основном самостоятельно. На разных этапах в войне также принимали участие: на стороне России — Ганновер, Нидерланды, Пруссия; на стороне Швеции — Англия (c 1707 года — Великобритания), Османская империя, Гольштейн. Украинское казачество, включая Запорожских казаков, разделилось и частично поддерживало шведов и турок, но в основном русские войска. В ходе кампании русским войскам удалось в 1702 году овладеть Нотебургом, в результате чего в 1703 году был основан Санкт-Петербург. В 1704 году русские войска овладели Дерптом и Нарвой. В 1708 году Карл вторгся в Россию, однако шведские войска генерала Левенгаупта, шедшие на помощь королю с большим обозом, потерпели поражение под Лесной, а в 1709 году Карл проиграл решающее сражение под Полтавой, после чего бежал в Турцию. В ходе дальнейшей кампании русским войскам удалось захватить Прибалтику, в том числе и Ригу. На море молодой российский флот одержал крупные победы в Гангутском сражении (1714 год), Эзельском сражении (1719 год), и Гренгамском сражении (1720 год). В 1719 году последовали Десанты на побережье Швеции. В 1718 году Карл XII был убит при загадочных обстоятельствах. В 1721 году новый король Швеции Фредрик I был вынужден пойти на мир. 30 августа 1721 года был подписан Ништадтский мирный договор, согласно которому, к России отходила часть Карелии к северу от Ладожского озера, Ингерманландия от Ладоги до Нарвы, Эстляндия с Ревелем, Лифляндия с Ригой, острова Эзель и Даго.
Война положила конец Шведскому великодержавию и утвердила Россию как новую силу в Европе.

## Русско-шведская война при Елизавете Петровне
Началась во время правления принцессы Анны Леопольдовны (1740—1741). Шведский король, подстрекаемый французским правительством, задумал возвратить под свою власть утраченные во время северной войны провинции, но, не готовый к войне, дал России время заключить мир с Оттоманской Портой.
Война была объявлена 3 июня 1741 года, но шведы, по слабости своих сил, даже и оборонительно действовать могли лишь с трудом. Русские овладели Вильманстрандом и разбили подошедший на выручку этого города отряд генерала Врангеля (22 августа). По восшествии на престол императрицы Елизаветы Петровны открыты были со Швецией мирные переговоры, но безуспешно, так как шведское правительство требовало возвращения всей завоёванной при Петре I части Финляндии. В июне 1742 года военные действия возобновились. Шведские войска в Финляндии, предводимые Левенгауптом, везде должны были отступать перед превосходными силами русских. Русская армия, под начальством графа Ласси, в августе дошла до Гельсингфорса, близ которого находился шведский укреплённый лагерь. Окружив его со всех сторон, Ласси заставил неприятеля сложить оружие.
В 1743 года вновь открыты были мирные переговоры в городе Або, во время которых продолжались неприязненные действия, не представляя ничего выдающегося. 16 июня 1743 года заключён был мир, по которому Швеция уступила России провинцию Кюменегорскую, с Нейшлотом, Вильманстрандом и Фридрихсгамом; границей стала река Кюмень.
Ср. «Записки» князя Я. П. Шаховского; Schmidt Phiseldeck, «Büschings Magazin zu der Rus. Geschichte seit dem Tode Kaiser Peter des Grossen»; «Ebauche pour donner une idée de la forme du gouvernement de l’Empire de Russie, par le maréchal Comte de Munich».

## Русско-шведская война при императрице Екатерине II
Успехи Второй турецкой войны встревожили версальский кабинет; Англия, недовольная установлением вооружённого нейтралитета, также желала остановить успехи русского оружия. Обе державы стали возбуждать против России соседних с нею государей, но подстрекательствам их поддался лишь шведский король Густав III. Рассчитывая на то, что большая часть русских сил отвлечена на юг, он надеялся не встретить серьёзного сопротивления в Финляндии. Вооружение русской эскадры, назначенной для действий в Средиземном море, послужило предлогом к войне. 21 июня 1788 года отряд шведских войск перешёл границу, ворвался в предместье Нейшлота и начал бомбардировать крепость. Одновременно с началом военных действий король предъявил императрице следующие требования:
1. наказание нашего посла графа Разумовского, за мнимые происки его, клонившиеся к нарушению мира между Россией и Швецией;
2. уступка Швеции всех частей Финляндии, приобретённых по ништадтскому и абосскому договорам;
3. принятие посредничества Швеции для заключения мира с Портой;
4. разоружение нашего флота и возвращение кораблей, вышедших в Балтийское море.

Ответом на это была высылка шведского посольства из Санкт-Петербурга. Главное начальство над армией поручено генералу графу В. П. Мусину-Пушкину, над флотом — адмиралу С. К. Грейгу. Русских войск на шведской границе успели собрать всего лишь около 14 тысяч (частью новонабранных); против них стояла 36-тысячная неприятельская армия, под личным предводительством короля. Несмотря на такое неравенство сил, шведы нигде не одержали решительного успеха; отряд их, осаждавший Нейшлот, вынужден был отступить, а в начале августа 1788 года и сам король, со всеми войсками, удалился из русских пределов. 6 июля произошло около Гохланда столкновение русского флота со шведским, которым командовал герцог Зюдерманландский; последний принуждён был укрыться в свеаборгский порт, причём лишился одного корабля. Адмирал Грейг выслал свои крейсеры по направлению к западу, чем прервано было всякое сообщение шведского флота с Карлскроной.
В 1789 году русский парусный флот был усилен гребной флотилией, вверенной начальству принца Нассау-Зигенского; на место умершего Грейга был назначен адмирал Чичагов. 15 июля эскадра его встретилась, у острова Эланда, со шведской, превосходившей её числом кораблей, и выдержала с ней весьма упорный бой, после которого шведы отплыли в Карлскрону. 13 августа русский флот одержал решительную победу над шведским флотом у Роченсальма. На сухом пути в этом году больших сражений не было, но русская армия, усиленная до 20 тысяч, не ограничивалась уже одними оборонительными действиями. В течение лета она успела занять довольно значительную часть шведской Финляндии, а в августе принц Нассау-Зиген произвёл удачную высадку около Фридрихсгама.
2 мая 1790 года шведский флот, под начальством герцога Зюдерманландского, атаковал Чичагова, стоявшего на Ревельском рейде, но, потеряв два корабля, отошёл за острова Нарген и Вульф. Сам король повёл 155 гребных судов к Фридрихсгаму, у которого зимовала часть флотилии принца Нассау-Зигенского. 4 мая произошло здесь морское сражение, и русские были оттеснены к Выборгу. Эскадра вице-адмирала Крузе, шедшая на соединение с Чичаговым, встретилась 23 мая, на долготе острова Сескар, с флотом герцога Зюдерманландского. После двухдневного сражения шведы принуждены были запереться в Выборгской бухте, где находилась шведская гребная флотилия, а 26 мая они были окружены соединившимися эскадрами Чичагова и Крузе. Простояв около месяца в Выборгской бухте и терпя во всём недостаток, шведы решились пробиться сквозь русский флот. 21 и 22 июня, после кровопролитного сражения, понеся тяжёлые потери, шведы вырвались в открытое море, но при этом потеряли 7 линейных кораблей, десятки малых судов и 4-7 тысяч убитыми, ранеными и пленными. Преследование продолжалось два дня, причём принц Нассау-Зигенский, опрометчиво ворвавшийся в бухту Свенска-зунд, был разбит, потеряв 55 судов и до 600 человек пленными. Но на сухом пути никаких успехов против русской армии, предводимой графом Салтыковым, шведами одержано не было. В Стокгольме начался ропот, и Густав III решился, наконец, просить мира. 3 августа 1790 года был подписан так называемый верельский договор, по которому обе стороны возвратили все места, занятые войсками той или другой державы во владениях неприятеля.
См. «Собрание разных полученных от главнокомандующих армиями и флотами донесений, СПб., 1791».

## Русско-шведская война при Александре I
Летом 1807 года Александр I и Наполеон I заключили Тильзитский мир, завершив русско-прусско-французскую войну. По заключении Тильзитского мира, Александр I предложил шведскому королю Густаву IV своё посредничество для примирения его с Наполеоном. Одним из условий мирного договора было присоединение Российской империи к континентальной блокаде Великобритании — системе экономических и политических санкций, организованной Наполеоном. Также к блокаде намеревалось присоединиться Датское королевство. В ответ на это в августе 1807 года Великобритания предприняла атаку на столицу королевства Копенгаген и захватила весь датский военный флот. Густав IV отверг эти предложения и взял курс на сближение с Англией, продолжавшей бороться со враждебным ему Наполеоном. Между Россией и Великобританией произошёл разрыв — посольства были взаимно отозваны, и началась вялотекущая война. 16 ноября 1807 года правительство России вновь обратилось к шведскому королю с предложением к содействию, но около двух месяцев не получало никакого ответа. Наконец, Густав IV отозвался, что к исполнению договоров 1780 и 1800 годов нельзя приступить, пока французы занимают гавани Балтийского моря. Тогда же стало известно, что шведский король готовится помогать Англии в войне с Данией, стремясь отвоевать у неё Норвегию. Все эти обстоятельства давали императору Александру I повод к покорению Финляндии, с целью обеспечения безопасности столицы от близкого соседства неприязненной России державы.
В начале 1808 года русское войско (около 24 тысяч) расположилось вдоль границы, между Фридрихсгамом и Нейшлотом, руководство было вверено графу Буксгевдену. У шведов в Финляндии в это время было 19 тысяч войск, под временным начальством генерала Клеркера. Главнокомандующий, граф Клингспор, всё ещё находился в Стокгольме, где все надеялись на мирное разрешение недоразумений: сам король не доверял известиям о сосредоточении русских войск в Выборгской губернии, и шведская армия не была переведена на военное положение.
Несмотря на то, что война не была объявлена, русские войска 9 февраля перешли через границу. 18 февраля граф Буксгевден вступил в Гельсингфорс; шведские войска укрылись в Свеаборге. 23 февраля граф Клингспор отступил к Таммерфорсу, предписав всем разбросанным в северной Финляндии отрядам стягиваться туда же. Вслед за тем Тавастехус был занят русскими войсками.
27 февраля Буксгевден предписал князю Багратиону преследовать Клингспора, а генералу Тучкову — постараться отрезать ему путь отступления; сам Буксгевден решился приступить к осаде Свеаборга. Решающим для успешной осады Свеаборга оказался захват острова Готланд — обеспокоенное шведское правительство выслало крупные силы флота для возвращения острова, лишив этим защитников Свеаборга эффективной поддержки с моря.
Шведы беспрепятственно отошли к Брагестаду, но Свеаборг 26 апреля сдался русским войскам. Победителям досталось 7,5 тысяч пленных, более 2 тысяч ружей огромные запасы всякого рода и 110 военных судов. Ещё раньше, 5 марта, сдалась крепость Свартхольм; почти в то же время занят укреплённый мыс Гангут и Аландские острова. В дальнейшем успех переходил от одной стороны к другой. Шведские войска пользовались поддержкой финского населения, ведущего партизанскую войну против русской армии.
6 (18) марта 1809 года корпус Багратиона занял Аландские острова, захватил более 2 тысяч пленных, 32 орудия, свыше 150 кораблей и судов. Авангард русских войск во главе с генерал-майором Я. П. Кульневым 7 (19) марта вышел к берегам Швеции, овладел Гриссельгамом (ныне в коммуне Норртелье), создав непосредственную угрозу Стокгольму. Между тем, северный отряд русских войск, под начальством графа Шувалова, успел одержать существенные успехи. Стоявший против него отряд Гриппенберга уступил без боя город Торнео, а затем, 13 марта, обойдённый войсками Российской империи у деревни Каликс, сложил оружие. Затем граф Шувалов остановился, получив известие о заключённом на Аландах перемирии.
13 марта 1809 года в Швеции произошёл государственный переворот, Густав IV Адольф был низложен, а королевская власть перешла в руки его дяди, герцога Зюдерманландского, и окружавшей его аристократии.
Когда собравшийся в Стокгольме риксдаг провозгласил герцога Зюдерманландского королём Карлом XIII, новое правительство склонилось к предложению генерала графа Вреде об оттеснении русских из Эстерботнии; военные действия возобновились, но успехи шведов ограничились лишь захватом нескольких транспортов; их попытки возбудить против России народную войну не удались. После удачного для русских дела у Гернефорса вновь было заключено перемирие, отчасти вызванное для русских необходимостью обеспечить себя продовольствием.
Так как шведы упорно отказывались уступить России Аландские острова, Барклай разрешил новому начальнику северного отряда, графу Каменскому, действовать по своему усмотрению.
Шведы направили против последнего два отряда: один, Сандельса, должен был вести атаку с фронта, другой, десантный, высадиться у деревни Ратань и напасть на графа Каменского с тыла. Вследствие смелых и искусных распоряжений графа это предприятие окончилось неудачей; но затем вследствие почти совершенного истощения боевых и продовольственных запасов Каменский отошёл к Питео, где нашёл транспорт с хлебом и опять двинулся вперёд, к Умео. Уже на первом переходе к нему явился Сандельс с полномочием заключить перемирие, от которого он не мог отказаться ввиду необеспеченности снабжения его войск всем необходимым.
5 сентября 1809 года во Фридрихсгаме был подписан мирный договор, существенными статьями которого были:
1. заключение мира с Россией и её союзниками;
2. принятие континентальной блокады и закрытие шведских гаваней для англичан;
3. уступка всей Финляндии, Аландских островов и восточной части Вестро-Ботнии до рек Торнео и Муонио, в вечное владение России.

Таким образом к России отходила вся Финляндия, что ознаменовало собой конец многовековых войн между Российским государством и Швецией.

## Память
- Документальный фильм «Полтавская баталия. 300 лет спустя». — Россия, 2008
- Почтовый блок, выпущенный к празднованию 300 лет Полтавской битвы